# Tonari no Seki-kun
Tonari no Seki-kun (となり の 関 くん Seki-kun, mi compañero de al lado?) es un manga de comedia, escrito e ilustrado por Takuma Morishige. Fue publicado originalmente como un one-shot en 2010, pero fue serializado por la revista Comic Flapper, propiedad de Media Factory, en su edición de noviembre de 2010.
Su adaptación a serie de anime fue producida por Shin-Ei Animation, dirigida por Yūji Mutoh. Se transmitió desde el 5 de enero hasta el 25 de mayo de 2014, por TV Tokyo y AT-X.

## Argumento
El chico que se sienta al lado de Rumi Yokoi en clases, Seki-Kun, siempre tiene algo ocurriendo sobre su pupitre excepto lo referente a la clase. Él se las arregla para jugar unos juegos no muy elaborados y todo tipo de actividades, sin atraer la atención del profesor. Desde dominó, hasta shōgi, robots, jugar con gatos y más, siempre tiene algo nuevo que hacer. Yokoi se encuentra muy interesada en sus juegos, aunque ella es quien siempre termina metiéndose en problemas con el profesor en sus intentos de poner atención o delatar a Seki.

## Personajes

### Principales
Rumi Yokoi (横井 るみ Yokoi Rumi?)
 Seiyū: Kana Hanazawa
Rumi es la protagonista y narradora de los juegos de Seki-kun. Ella continuamente intenta prestar atención en clase, pero casi siempre es distraída por los juegos de su compañero. A veces trata de hacer que Seki-kun se concentre en la clase saboteando sus proyectos, pero por lo general, debido a su curiosidad, termina estando pendiente y muy involucrada en ellos.
Toshinari Seki (関 俊成 Seki Toshinari?)
 Seiyū: Hiro Shimono
Seki, es el compañero de clase de Rumi, es alegre, pero misterioso. Siempre durante las clases se encuentra jugando juegos en su pupitre, los cuales a veces, resultan de una elaboración muy complicada. Esta actividad molesta Rumi, ya que nunca es atrapado por los profesores. El rara vez habla, pero a veces es visto charlando con sus amigos. A pesar de su comportamiento es normal alrededor de sus compañeros, fuera del aula, muestra tener un lado oscuro y sádico, esto es debido a la destrucción, a veces sin motivo, de sus juegos y juguetes. También es un poco supersticioso, como se muestra cuando algunos de sus proyectos se vuelven tan intenso, que Rumi se involucra secretamente, asustándolo como venganza por su comportamiento.

### Secundarios
Sakurako Gotō (後藤 桜子 Gotō Sakurako?)
 Seiyū: Satomi Satō
Sakurako se encuentra cerca de Rumi y Seki durante la clase de arte, por lo que se convierte en amiga de Rumi. Pero debido a la forma en que Seki y Rumi interactúan durante la clase cree que ellos dos salen en secreto.
Tomoka Hashino (橋野 友香 Hashino Tomoka?)
 Seiyū: Kokoro Kikuchi
Tomoka es una compañera de clase, y amiga de Rumi. Usa gafas.
Akiyasu Uzawa (宇沢 明康 Uzawa Akiyasu?)
 Seiyū: Minoru Shiraishi
Akiyasu es un compañero de clase relajado, que se aburre fácilmente, y muchas veces interrumpe las actividades de Seki.
Takahiro Maeda (前田 高広 Maeda Takahiro?)
 Seiyū: Shigeyuki Susaki
Takahiro es un compañero de clase que se siente en frente de Seki. Debido a lo grande que es, él bloquea la vista de los profesores, impidiendo a estos notar las actividades de Seki.
Yū Nakama (仲間 由宇 Nakama Yū?)
 Seiyū: Mami Shitara
Yū es una compañera de clase y amiga de Rumi

## Contenido de la obra

### Manga
Tonari no Seki-kun está escrito e ilustrado por Takuma Morishige. Comenzó como un manga one-shot publicado en la edición de agosto de 2010 de la revista Comic Flapper de Media Factory y más tarde comenzó la serialización en la edición de la revista de noviembre de 2010. El primer volumen tankōbon fue publicado el 23 de abril de 2011. El séptimo volumen fue lanzado el 23 de abril de 2015.

#### Lista de volúmenes
| #  | Fecha de lanzamiento    | ISBN              | Notas                         |
| -- | ----------------------- | ----------------- | ----------------------------- |
| 01 | 23 de abril de 2011     | 978-4-8401-3791-1 |                               |
| 02 | 22 de noviembre de 2011 | 978-4-8401-4065-2 |                               |
| 03 | 23 de julio de 2012     | 978-4-8401-4701-9 |                               |
| 04 | 6 de abril de 2013      | 978-4-8401-5046-0 |                               |
| 05 | 4 de enero de 2014      | 978-4-0406-6240-4 |                               |
| .  | 4 de enero de 2014      | 978-4-0406-6143-8 | Edición limitada, incluye DVD |
| 06 | 23 de julio de 2014     | 978-4-0406-6819-2 |                               |
| 07 | 23 de abril de 2015     | 978-4-0406-7515-2 |                               |

### Anime
Su adaptación a serie de anime cuenta con 23 episodios, dirigidos por Yuji Mutoh y producida por Shin-Ei Animation, se emitió en Japón desde 5 de enero al 25 de mayo de 2014, fue transmitido simultáneamente por Crunchyroll bajo el título Tonari no Seki-kun: The Master of Killing Time. El quinto volumen del manga fue lanzado simultáneamente el 4 de enero de 2014, con una edición limitada, que incluía un DVD, con un OVA que contiene dos episodios adicionales. La serie fue lanzada en DVD, en dos partes, el 28 de mayo de 2014, los cuales traen un episodio especial en cada disco. El opening es "Meiwaku Supekutakuru" (迷惑スペクタクル | "Molesto espectáculo") interpretado por Kana Hanazawa, y el ending es "Set Them Free" (lit. liberarlos) de Akira Jimbo. La música de la serie está compuesta por Akifumi Tada.

## Recepción
En 2012 recibió una nominación en la quinta edición del premio japonés Manga Taishō, la obra quedó en el último lugar entre los quince seleccionados, obteniendo solo 12 puntos.
Hasta enero del 2014 el manga lleva vendidos más de 2 millones de ejemplares.
Rebecca Silverman de Anime News Network otorgó al primer volumen del manga una calificación general de C+.
Karen Mead de Japanator resaltó que el anime le diera más importancia a los proyectos de Seki en lugar de a los personajes, y que si bien los capítulos podrían haberse trabajado solo con tres a cuatro minutos de duración, los cuales se estiran a ocho minutos con el opening y el ending, dan la oportunidad de construir la atmósfera y la tensión.
Richard Eisenbeis de Kotaku lo llamó "el más básico, sin embargo, tal vez, el más entretenido anime de la temporada."